# Austin Reaves

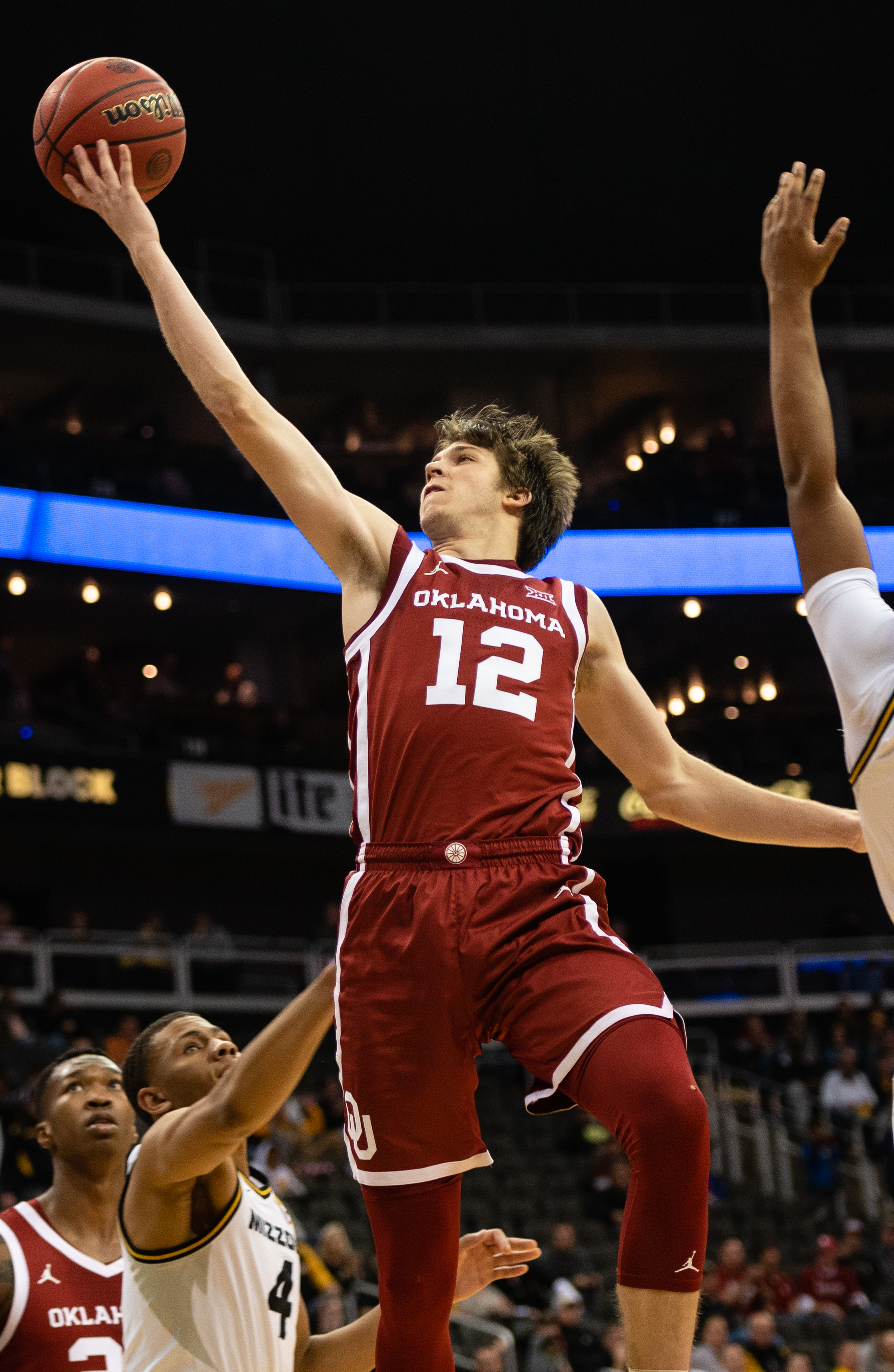
Reaves con la maglia di Oklahoma.

Austin Tyler Reaves (Newark, 29 maggio 1998) è un cestista statunitense naturalizzato tedesco, di ruolo guardia e playmaker, professionista nella NBA con i L.A. Lakers.

## Carriera all'high school
Austin Reaves ha frequentato il Cedar Ridge High School a Newark, in Arkansas. Ha segnato 73 punti nella vittoria contro Forrest City High School, partita finita dopo 3 overtime. Nel suo anno da senior, Reaves ha segnato 32,5 punti, 8,8 rimbalzi e 5,1 assist di media, capitanando la sua squadra verso il titolo. Dopo l’High School, scelse di giocare al college di Wichita State, rifiutando le offerte di South Dakota State e Arkansas State.

## Carriera al college

### Wichita State
All’inizio del suo primo anno al college, Reaves si sottopose a un’operazione al cercine glenoideo della spalla sinistra, infortunio con il quale aveva giocato dall’inizio della sua carriera all’high school. Nel suo primo anno totalizzò 4,1 punti di media in uscita dalla panchina. Dopo la stagione, Reaves si fece operare anche alla spalla destra, alla quale subì tre infortuni durante l’anno, a causa dei quali fu costretto a saltare qualche partita. Il 28 gennaio 2018, nel suo secondo anno, fece segnare il record di 23 punti e quattro assist nella vittoria contro Tulsa. In quella stagione totalizzò 8,1 punti e 3,1 rimbalzi a partita, tirando con il 42,5% dall’arco.

### Oklahoma
Dopo quella promettente stagione, Austin Reaves si trasferì al college di Oklahoma, ma fu costretto a saltare una stagione a causa delle regole NCAA sul trasferimento. Durante quella stagione si allenò duramente e guadagnò circa 9 kg. Il 7 marzo 2020, stagione del suo rientro in campo, Reaves fece segnare il suo massimo in carriera di 41 punti, 6 assist e 5 rimbalzi, nella vittoria contro la Texas Christian University. Nel secondo tempo ha guidato una rimonta di 19 punti e fu proprio lui a segnare il tiro della vittoria con mezzo secondo rimanente sul cronometro. Il 31 marzo 2021, Reaves si dichiarò eleggibile per il Draft NBA.

## Carriera professionistica

### Los Angeles Lakers (2021–presente)
Reaves non fu scelto al Draft NBA, ma riuscì a siglare un contratto two way con i Los Angeles Lakers, che presto fu però convertito in un regolare contratto NBA. Reaves fece il suo debutto nella lega il 22 ottobre, segnando 8 punti in uscita dalla panchina nella sconfitta 115-105 contro i Phoenix Suns. Il 15 dicembre 2021 Reaves mise a segno 15 punti (tirando 5/6 da tre) e 7 rimbalzi, e segnò la tripla decisiva per la vittoria 107–104 contro i Dallas Mavericks.

## Statistiche

### NCAA
| Anno      | Squadra          | PG  | PT | MP   | TC%  | 3P%  | TL%  | RP  | AP  | PRP | SP  | PP   |
| --------- | ---------------- | --- | -- | ---- | ---- | ---- | ---- | --- | --- | --- | --- | ---- |
| 2016-2017 | WSU Shockers     | 33  | 0  | 11,8 | 44,8 | 50,9 | 75,7 | 1,8 | 1,1 | 0,4 | 0,3 | 4,1  |
| 2017-2018 | WSU Shockers     | 32  | 11 | 22,1 | 45,0 | 42,5 | 82,7 | 3,2 | 2,1 | 0,5 | 0,3 | 8,3  |
| 2019-2020 | Oklahoma Sooners | 31  | 31 | 33,3 | 38,1 | 25,9 | 84,8 | 5,3 | 3,0 | 1,0 | 0,3 | 14,7 |
| 2020-2021 | Oklahoma Sooners | 25  | 25 | 34,4 | 44,3 | 30,5 | 86,5 | 5,5 | 4,6 | 0,9 | 0,3 | 18,3 |
| Carriera  | Carriera         | 121 | 67 | 24,7 | 42,1 | 34,7 | 84,4 | 3,8 | 2,6 | 0,7 | 0,3 | 10,9 |

#### Massimi in carriera
- Massimo di punti: 41 vs Texas Christian (7 marzo 2020)[1]
- Massimo di rimbalzi: 10 (2 volte)
- Massimo di assist: 9 vs Texas Christian (6 dicembre 2020)
- Massimo di palle rubate: 3 (6 volte)
- Massimo di stoppate: 3 vs Texas Christian (7 marzo 2020)
- Massimo di minuti giocati: 46 vs West Virginia (13 febbraio 2021)

### NBA

#### Regular Season
| Anno      | Squadra     | PG  | PT  | MP   | TC%  | 3P%  | TL%  | RP  | AP  | PRP | SP  | PP   |
| --------- | ----------- | --- | --- | ---- | ---- | ---- | ---- | --- | --- | --- | --- | ---- |
| 2021-2022 | L.A. Lakers | 61  | 19  | 23,2 | 45,9 | 31,7 | 83,9 | 3,2 | 1,8 | 0,5 | 0,3 | 7,3  |
| 2022-2023 | L.A. Lakers | 64  | 22  | 28,8 | 52,9 | 39,8 | 86,4 | 3,0 | 3,4 | 0,5 | 0,3 | 13,0 |
| 2023-2024 | L.A. Lakers | 82  | 57  | 32,1 | 48,6 | 36,7 | 85,3 | 4,3 | 5,5 | 0,8 | 0,3 | 15,9 |
| 2024-2025 | L.A. Lakers | 73  | 73  | 34,9 | 46,0 | 37,7 | 87,7 | 4,5 | 5,8 | 1,1 | 0,3 | 20,2 |
| Carriera  | Carriera    | 280 | 171 | 30,1 | 48,1 | 37,0 | 86,3 | 3,8 | 4,3 | 0,7 | 0,3 | 14,5 |

#### Playoffs
| Anno     | Squadra     | PG | PT | MP   | TC%  | 3P%  | TL%  | RP  | AP  | PRP | SP  | PP   |
| -------- | ----------- | -- | -- | ---- | ---- | ---- | ---- | --- | --- | --- | --- | ---- |
| 2023     | L.A. Lakers | 16 | 16 | 36,2 | 46,4 | 44,3 | 89,5 | 4,4 | 4,6 | 0,6 | 0,2 | 16,9 |
| 2024     | L.A. Lakers | 5  | 5  | 34,8 | 47,6 | 26,9 | 89,5 | 3,8 | 3,6 | 1,4 | 0,6 | 16,8 |
| 2025     | L.A. Lakers | 5  | 5  | 39,2 | 41,1 | 31,9 | 85,7 | 5,4 | 3,6 | 0,2 | 0,6 | 16,2 |
| Carriera | Carriera    | 26 | 26 | 36,5 | 45,5 | 37,9 | 89,2 | 4,5 | 4,2 | 0,7 | 0,3 | 16,7 |

#### Massimi in carriera
- Massimo di punti: 45 vs Indiana pacers (8 febbraio 2025)[2]
- Massimo di rimbalzi: 16 vs Denver Nuggets (10 aprile 2022)
- Massimo di assist: 11 vs Phoenix Suns (22 marzo 2023)
- Massimo di palle rubate: 3 vs Golden State Warriors (5 marzo 2022)
- Massimo di stoppate: 2 (7 volte)
- Massimo di minuti giocati: 42 vs Denver Nuggets (10 aprile 2022)

## Vita privata
Reaves è figlio di Nicole Wilkett e Brian Reaves, entrambi giocatori di basket NCAA per Arkansas State. Sua madre segnò 21,3 punti di media in carriera, mentre suo padre è terzo a parimerito nella storia del college con 384 assist in carriera. Il fratello di Austin, Spencer, giocò in NCAA per il college di North Greenville e quello di Central Missouri prima di iniziare una carriera professionistica in Europa. Reaves rende merito proprio a suo fratello per aver scatenato in lui l'interesse nel basket.

## Palmarès
- NBA In-Season Tournament: 1

Los Angeles Lakers: 2023